# ヴァル・ディ・ヴィッツェ
ヴァル・ディ・ヴィッツェ（イタリア語: Val di Vizze ; ドイツ語: Pfitsch プフィッチュ）は、イタリア共和国トレンティーノ＝アルト・アディジェ州ボルツァーノ自治県にある、人口約3,100人の基礎自治体（コムーネ）。

## 地理

### 位置・広がり
ボルツァーノ自治県北部に位置する。北にオーストリアのチロル州と接する。

#### 隣接コムーネ
隣接するコムーネ、およびそれに相当する行政区画は以下の通り。括弧内のAT-7はオーストリアのチロル州所属を示す。
- グリース・アム・ブレンナー（英語版） (AT-7) - 北
- ヴァルス（英語版） (AT-7) - 北
- フィンケンベルク（英語版） (AT-7) - 北東
- セルヴァ・デイ・モリーニ - 東
- ヴァンドーイエス - 南東
- リオ・ディ・プステリーア - 南
- カンポ・ディ・トレンス - 南西
- ヴィピテーノ - 西
- ブレンネロ - 北西

## 行政

### 分離集落
ヴァル・ディ・ヴィッツェには、以下の分離集落（フラツィオーネ）がある。
- Caminata (Kematen), Prati (Wiesen), San Giacomo (St. Jakob), Fossa (Grube), Borgone (Burgum)

## 住民

### 言語
| 言語集団調査（2011年） | 言語集団調査（2011年） | 言語集団調査（2011年） | 言語集団調査（2011年） | 言語集団調査（2011年） |
| ---------------------- | ---------------------- | ---------------------- | ---------------------- | ---------------------- |
|                        |                        |                        |                        |                        |
| ドイツ語               | ドイツ語               |                        | 90.98%                 | 90.98%                 |
| イタリア語             | イタリア語             |                        | 8.94%                  | 8.94%                  |
| ラディン語             | ラディン語             |                        | 0.08%                  | 0.08%                  |

2011年に行われた、住民がドイツ語・イタリア語・ラディン語のいずれの「言語集団」に属するかの調査によれば（ボルツァーノ自治県#言語集団調査参照）、住民の約91%がドイツ語話者である。